# Långstjärtad ålbrosme
Långstjärtad ålbrosme (Lycenchelys muraena) är en bottenfisk i familjen tånglakefiskar som lever i Arktis och angränsande vatten.

## Utseende
Den långstjärtade ålbrosmen är en långsträckt fisk med bakåt avsmalnande kropp och platt huvud. Kroppsfärgen är gulbrun; sidolinjen är dubbel, även om den undre ofta är otydlig. Största konstaterade längd är 22,6 cm.

## Vanor
Ålbrosmen är en bottenfisk som lever på djup mellan 350 och 1700 meter. Den föredrar temperaturer under 0°C och dybottnar på mellan 620 och 1175 meters djup, där den lever på små kräftdjur.

## Utbredning
Utbredningsområdet omfattar Arktis från Norska havet, östra och nordvästra Grönland och norra Karahavet samt nordöstra Atlanten från Spetsbergen söderut till Färöarna. Den har även påträffats vid Norge.